# تينجا (فلم)
تينجا فيلم مغربي للمخرج حسن لكزولي، صدر في العام 2004.

## القصة
الفيلم يحكي عن أب يعيش في فرنسا أوصى قبل وفاته بدفنه في بلدته الصغيرة داخل جبال الأطلس، وبعد وفاته يحاول إبنه نور الدين الذي لم يسبق له زيارة المغرب تنفيذ الوصية فقدم لبلد آبائه وكفن أبوه في السيارة في رحلة تعرف فيها على الواقع المغربي الذي يتكبده الفقر والبطالة وحلم الهجرة ويلتقي مع الفتاة نورا في الطريق وهي متعلمة وذات شهادات لكن بطالتها أدت لاتجاهها نحو الفساد الذي ابتعدت عنه وعملت كموجه للإبن في الرحلة نحو البلدة التي سيدفن فيها أباه.

## روابط خارجية
- تينجا على موقع IMDb (الإنجليزية)
- تينجا على موقع ألو سيني (الفرنسية)
- تينجا على موقع قاعدة بيانات الفيلم (الإنجليزية)
- تينجا على موقع ليتربوكسد (الإنجليزية)
- تينجا على موقع كينوبويسك (الروسية)